# 里海峰会

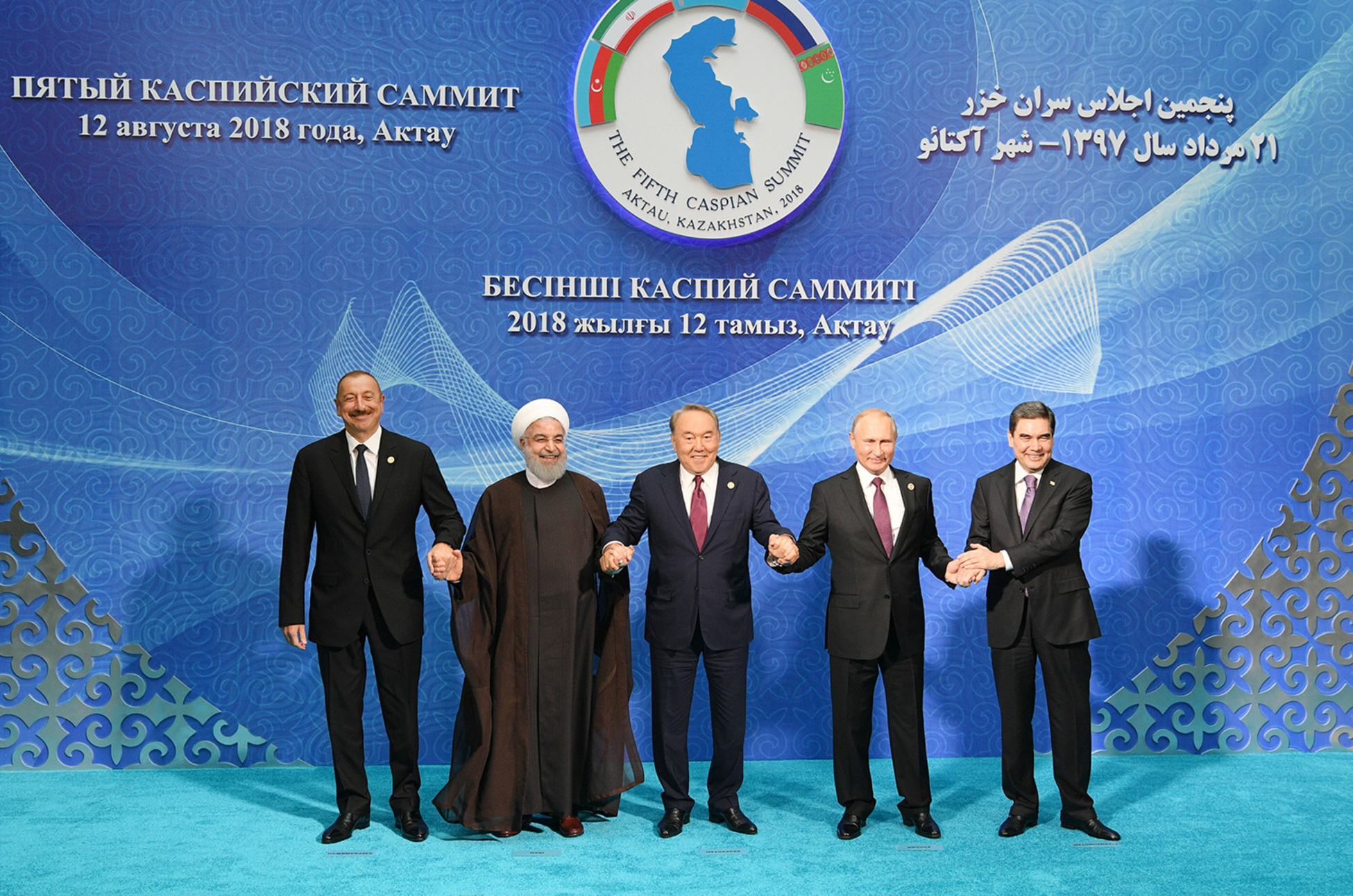
2018年8月12日的里海峰会

里海峰会又稱里海沿岸国家首脑峰会，是里海沿岸國家（阿塞拜疆、哈萨克斯坦、土库曼斯坦、伊朗等）舉行的元首級別的會議，首屆里海峰会於2002年4月22 日至23日在阿什哈巴德举行。2022年6月29日，俄羅斯總統普京以线下方式出席在土库曼斯坦举行的里海沿岸国家首脑峰会。这是自2022年俄羅斯入侵烏克蘭爆发以来，普京首次出访。